# Audrey Bruneau
Audrey Bruneau (født 21. september 1992 i Clichy, Frankrig) er en kvindelig fransk håndboldspiller, der spiller i Mérignac Handball i Division 1 Féminine, som playmaker.
Hun har tidligere spillet for østrigske Hypo Niederösterreich, Fleury Loiret HB, ESBF Besançon og Issy Paris Hand.